# Arthur Davis
Arthur " Art " Davidavitch  (Yonkers, 14 de junho de 1905 - Sunnyvale, 9 de maio de 2000) foi um animador americano e diretor do estúdio de desenho animado da Warner Brothers, Termite Terrace . 

## Vida pregressa
Davis nasceu em Yonkers, Nova York, filho de pais húngaros. Ele é o irmão mais novo do animador Mannie Davis. 

## Carreira
Davis começou cedo no estúdio de Max Fleischer, em Nova York, e tem a reputação de ter sido o primeiro intermediário na indústria da animação. Outra de suas distinções foi que ele tocou a famosa "bola quicando" dos desenhos animados em  "Siga a bola quicando" da década de 1920. Enquanto um dos irmãos Fleischer tocava ukulele, Davis acompanhava um bastão de madeira com uma tachinha branca no final, que era fotografada e incorporada aos filmes como a bola em movimento. Mais tarde, ele foi animador do estúdio Charles Mintz. Enquanto estava lá, ele ajudou a criar e desenvolver Toby the Pup e Scrappy com os colegas animadores Dick Huemer e Sid Marcus. Davis acabou sendo promovido a diretor e permaneceu no estúdio até Mintz morrer, em 1940. 
Em 1942, Davis deixou a Screen Gems junto com Frank Tashlin para a Warner Bros. Davis trabalhou como animador do departamento de Tashlin até o final de 1944, quando foi assumido por Robert McKimson. Mais tarde, em maio de 1945, quando Bob Clampett saiu para iniciar seu próprio estúdio, Davis assumiu a unidade de Clampett. Davis terminou alguns dos desenhos planejados de Clampett, incluindo "The Goofy Gophers" e "Bacall to Arms". 
Davis dirigiu vários curtas Looney Tunes e Merrie Melodies, com um tom entre os de Clampett e McKimson. Ele tinha um estilo visual característico distinto, que pode ser visto desde os curtas de Davis 'Columbia, nos quais os personagens se movem do primeiro plano para o fundo, bem como de um lado para o outro, usando todos os eixos do campo de animação. Seu departamento foi fechado apenas três anos depois, em 1949, quando a Warner estava tendo problemas de orçamento. Davis foi então levado para a unidade de Friz Freleng e serviu como um dos principais animadores de Freleng por muitos anos. 
Em 1962, treze anos depois que sua unidade foi fechada, Davis dirigiu um desenho animado para a Warner novamente usando a unidade de Freleng. (Houve vários curtas lançados nessa época, não apenas da unidade de Freleng, mas também de Chuck Jones, onde a direção foi creditada a vários subordinados). Este desenho animado, "Quackodile Tears", também foi seu último curta da Warner Brothers. Depois que o estúdio foi fechado em 1963, Davis foi para a Walter Lantz Productions como animador. Ele deixou Lantz em 1965 para trabalhar brevemente para a Hanna-Barbera Productions, antes de se mudar para a DePatie-Freleng Enterprises para dirigir curtas da Pink Panther e outras séries de desenhos animados. 
Sobrevivendo à maioria de seus colegas, Davis morreu em 9 de maio de 2000, aos 94 anos em Sunnyvale, Califórnia.